# Idioma ku'ahl
El idioma ku’ahl es una lengua yumana de la familia lingüística cochimí-yumana hablada por la etnia ku’ahl en Ensenada, Baja California, México. Es genéticamente muy cercana al idioma paipai.

## Distribución
Se distribuye en el municipio de Ensenada, Baja California en las localidades de Comunidad Indígena de Santa Catarina, El Aguajito (Mat Chip) [Rancho Matchip], Rancho Escondido y Rancho Wikualpuk.